# Verbascum chionophyllum
Verbascum chionophyllum är en flenörtsväxtart som beskrevs av Hub.-mor.. Verbascum chionophyllum ingår i släktet kungsljus, och familjen flenörtsväxter. Inga underarter finns listade i Catalogue of Life.